# Maria Hrebinetska
Maria Greben (* 1883 in Kiew, Russisches Kaiserreich; † 15. August 1972 in New York City, USA) war eine ukrainisch-amerikanische Opernsängerin und Musikpädagogin.

## Leben und Werk
Hrebinetska wurde in Kiew im damaligen Russischen Reich geboren. Sie studierte dort von 1905 bis 1907 Gesang an der Lysenko Musik- und Schauspielschule bei dem ukrainischen Opernsänger Oleksandr Myschuha und von 1907 bis 1911 in Mailand.

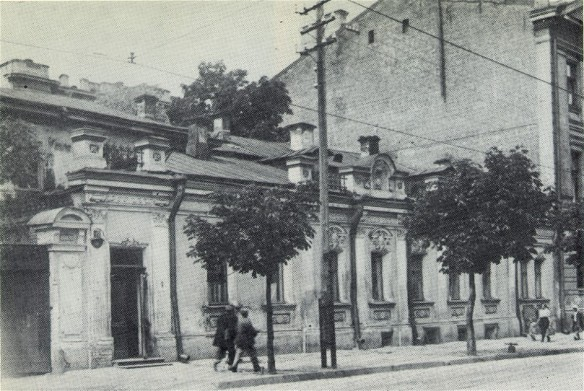
Lysenko Musik- und Schauspielschule in Kiew, um 1910

1911 wurde Hrebinetska Solistin am Opernhaus Odessa und debütierte in der Rolle der Oksana in Der Saporoger an der Donau von Semen Hulak-Artemowskyj. Sie arbeitete dort bis 1912 als Solistin. Im Jahr 1914 wurde sie Solistin des Mykola Sadowskyj Theaters in Kiew, wo sie alle Sopranpartien sang. Als Sadowskyjs Theater 1920 nach Lwiw umzog und bald seine Aktivitäten einstellte, trat sie mit dem Ukrajinska-Besida-Theater (Театр Української Бесіди) in Uschhorod und Prag auf.

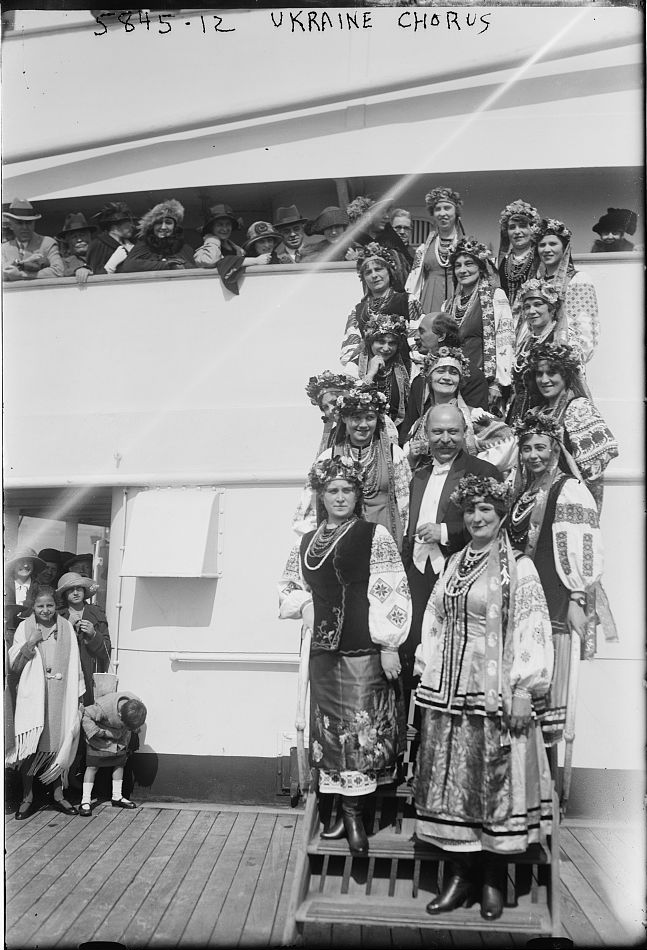
Der Ukrainische Nationalchor, Nachfolger der Ukrainischen Republik Capella, um 1922–1925

Sie trat 1922 in den ukrainischen Nationalchor unter der Leitung von Alexander Koshetz ein. Sie reiste mit dem Chor 1922 in die Vereinigten Staaten und tourte mit ihm bis 1924.
1931 gründete sie zusammen mit dem Geiger Roman Prydatkevych und der Pianistin Alisa Korchak das Ukrainian Trio in New York City. Sie kehrte auch zur Bühnenarbeit zurück und leitete 1932 eine Produktion der Oper Kateryna von Mykola Arkas.
In den 1930er Jahren heiratete sie Nestor Novovirs'kyi. 1941 schloss sie die Washington Irving Evening High School in New York City mit einer Gold Medal for Scholarship ab. Dies ermöglichte ihr den Besuch des Hunter College, das sie 1949 abschloss. Von den 1940er bis in die 1960er Jahre arbeitete sie an der Seite ihres Mannes in den Bakteriologie- und Pathologielaboren des Kings County Hospital Center, während sie weiterhin als Sängerin und Leiterin von Bühnenproduktionen war.
Fast 20 Jahre lang unterrichtete sie Gesang und Klavier in New York City am Ukrainian National Home in East Village (Manhattan) und in dem Studio der Surma Book and Music Company, die sie 1944 mitbegründete. Sie gründete auch ein weibliches Vokalquartett, das im Rahmen der von Myron Surmach produzierten Radiosendungen auftrat. Sie nahm mindestens zwei Lieder für die Victor Talking Machine Company auf. Ihr Bruder Mykhailo Hrebinets'kyi war ebenfalls ein bekannter Gesangssolist.
Sie starb 1972, nachdem sie auf dem Weg zu ihrem kranken Mann im Krankenhaus von einem Taxi angefahren worden war.
Das Ukrainian History and Education Center bewahrt ihre Sammlung, die hauptsächlich Materialien zu ihrer Laufbahn als Musikerin und Lehrerin, darunter Konzertprogramme und Werbung aus den 1920er bis 1930er Jahren, Zeitungsausschnitte, Fotografien und Notenblätter enthält.